# Archiwum Leoša Janáčka

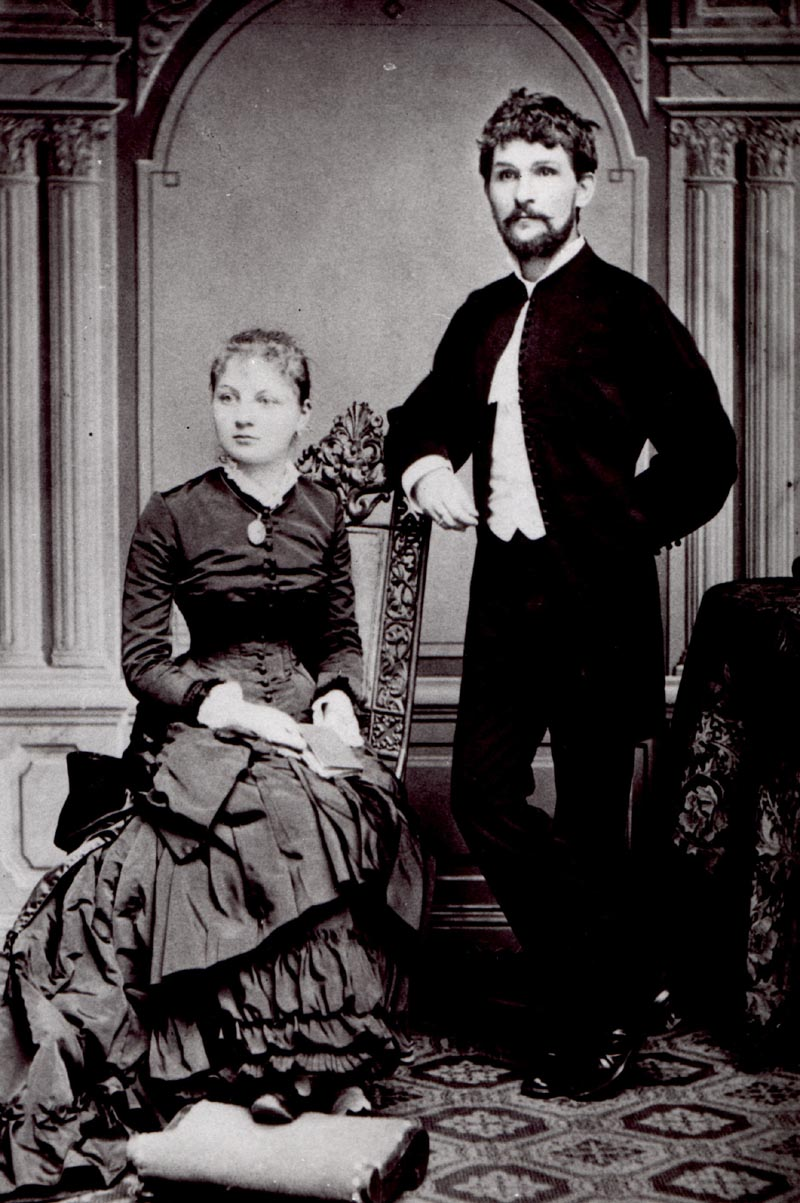
Janáček z żoną Zdenką, 1881

Archiwum Leoša Janáčka – zbiory druków, manuskryptów i innych dokumentów związanych z osobą czeskiego kompozytora Leoša Janáčka (1854–1928). Ponieważ ukazują nie tylko sylwetkę muzyka, ale i historię muzyki, w 2017 zostały wpisane na listę Pamięci Świata.
Zaczątkiem kolekcji były dokumenty i książki, będące własnością Leoša Janáčka, a przekazane w 1933 do Muzeum Morawskiego (Moravské zemské muzeum) przez żonę kompozytora, Zdenkę. W muzeum utworzono wtedy Archiwum Leoša Janáčka, w następnych latach (do 2015) uzupełniane przez pozyskanie dokumentów związanych z Janáčkiem z innych źródeł (darowizny, zakupy w antykwariatach i na aukcjach).
W skład archiwum wchodzą:
- Dzieła Leoša Janáčka. Zarówno drukowane jak i rękopisy, autografy, próbne odbitki. Wiele z nich jest uzupełnione odręcznymi notatkami i wskazówkami kompozytora, pokazując w ten sposób proces twórczy. Obejmując cały okres twórczości, są też materiałem do studiowania zmian w jego stylu. Ta część kolekcji zawiera około 500 elementów.
- Korespondencja prywatna i służbowa (z wydawcami, władzami, szkołami). Janáček zbierał otrzymane listy od lat 90. XIX wieku do swej śmierci. Wśród nich są listy od osób takich jak Vítězslav Novák, Josef Bohuslav Foerster, Jiří Mahen, Max Brod, Tomáš Masaryk, Otto Klemperer, Fritz Zweig, Rosa Newmarch, Maria Jeritza. Listy te przekazane zostały do muzeum, które następnie zebrało listy wysłane przez niego do różnych osób i instytucji. Kolekcja liczy około 13 tysięcy listów.
- 71 notatników z lat 1879–1928. Janáček zapisywał w nich swoje wrażenia z podróży, brudnopisy utworów i przemówień.
- Rękopisy librett, esejów o teorii muzyki, psychologii i folklorze. Ta część kolekcji liczy około 400 elementów.
- Dokumenty urzędowe Janáčka i jego rodziny (akty urodzenia, umowy, kontrakty, świadectwa, karty członkowskie). Do tej części, liczącej około 600 dokumentów, włączony jest dziennik, który pisał kompozytor do Kamili Stösslovej w ostatnim roku życia.
- Prywatna biblioteka Janáčka, licząca około 1100 książek (tomy poezji, dramaty, beletrystyka, prace naukowe, przewodniki, katalogi wystaw).
- Około 1250 zdjęć, zarówno samego Janáčka, jak i jego rodziny, przyjaciół i innych artystów.
- Wycinki z gazet czeskich, niemieckojęzycznych, angielskojęzycznych i francuskich. Zgromadzono około 1000 wycinków.
- Około 820 programów koncertów i sztuk teatralnych, niektóre z odręcznymi notatkami Janáčka.
- Archiwa szkoły organowej, założonej przez Janáčka w 1881, którą prowadził do 1919. W skład tych archiwów wchodzi około 800 dokumentów, w tym dzienniki, raporty dotyczące uczniów, wyniki egzaminów, księgi rachunkowe i inne.